# Storrumænien-partiet
Storrumænien-partiet, på rumænsk Partidul România Mare, er et højreekstremist parti i Rumænien.

## Historie
Partiet blev stiftet af Corneliu Vadim Tudor i 1991. Det deltog i Nicolae Văcăroius regering i 1993-95. I præsidentvalget 2000 vandt Tudor 36% af stemmerne og kom på anden plads bag Ion Iliescu.
I Europa-Parlamentet deltog partiets medlemmer i Identity, Tradition, Sovereignty. Det vandt kun 4.15% af stemmerne i Rumæniens Europa-valg 2007.

## Ideologi
Partiet er blevet beskrevet som antisemitisk, xenofobisk, homofobisk, og lignende.